# احمس-حنوت‌ام‌ایپت
احمس-حنوت‌ام‌ایپت (انگلیسی: Ahmose-Henutemipet) شاهدختی در دوران حکومت دودمان هفدهم مصر بود. او یکی از دختران فرعون تائو دوم و احتمالاً ملکه اعح‌حتب بود. او خواهر فرعون احمس یکم بود و دارای القاب رسمی دختر پادشاه و خواهر پادشاه بود.

## مومیایی
مومیایی او در سال ۱۸۸۱ در مقبرهٔ دی‌بی۳۲۰ کشف شد و اکنون در موزه مصر در قاهره نگهداری می‌شود. این مومیایی در ژوئن ۱۹۰۹ توسط گرافتن الیوت اسمیت مورد بررسی قرار گرفت.
احمس-حنوت‌ام‌ایپت در سنین پیری درگذشت؛ او موهایی خاکستری و دندان‌هایی فرسوده داشت. مومیایی او آسیب دیده بود، که احتمالاً به‌دلیل دستبرد دزدان مقبره بوده است. احتمال دارد که مومیایی او پس از سال یازدهم از سلطنت فرعون شوشنق یکم به مقبره دی‌بی۳۲۰ منتقل شده باشد.